# Ali Zeidan
Ali Zeidan, né le 15 décembre 1950 à Ueddan, est un homme d'État libyen, Premier ministre du 14 novembre 2012 au 11 mars 2014.

## Biographie
Diplomate durant les années 1970, il fait partie en Inde de l'équipe de Mohamed Youssef el-Megaryef, alors ambassadeur de la Jamahiriya arabe libyenne de Kadhafi. Les deux hommes font défection en 1980, formant en exil le Front de salut national libyen. 
Durant la guerre civile de 2011, Zeidan est le représentant en Europe du Conseil national de transition, ainsi que le porte-parole de la branche libyenne de la Fédération internationale des ligues des droits de l'Homme. Il contribue à convaincre le président français Nicolas Sarkozy de réaliser une intervention en Libye en soutien à la rébellion contre Kadhafi.
Le 7 juillet 2012, il est élu au Congrès général national dont il brigue le poste de président le 9 août suivant, mais ne remporte que 85 voix contre 113 à Mohammed Youssef el-Megaryef qui assume, de facto, les fonctions de chef de l'État.

### Premier ministre
Après le rejet de la candidature de Moustapha Abou Chagour, il est élu Premier ministre par le Congrès général national le 14 octobre 2012. Il obtient la confiance du Parlement 31 du même mois et entre en fonction le 14 novembre suivant.
Le 10 octobre 2013, très tôt, il est enlevé à l'hôtel Corinthia de Tripoli, où il réside, par un groupe armé de la « Cellule des opérations de Tripoli » de la « Chambre des révolutionnaires de Libye » ou de la « Brigade de lutte contre le crime », qui dépendent en théorie des ministères de la Défense et de l'Intérieur. Il est libéré en milieu de journée. Des informations assurent qu'il s'agit d'un geste en représailles à l'arrestation du terroriste Anas al-Liby, le 5 octobre par les forces des États-Unis.
Le 11 mars 2014, le Congrès général national vote par 124 voix sur 194 le retrait de la confiance à Ali Zeidan et charge le ministre de la Défense, Abdallah al-Thani, d'assurer l'intérim comme Premier ministre.

### Après la primature
Par la suite, Ali Zeidan se rend à Malte sous la protection du gouvernement maltais alors qu'une interdiction de sortie du territoire est émise contre lui pour corruption.
Le 13 août 2017, il décide, en coordination avec le chef du gouvernement d’union (GNA), Fayez al-Sarraj, de revenir à Tripoli malgré le mandat d'arrêt. Cela dans le but de donner sa version quant aux accusations de corruption et qu'il envisageait de tenir une conférence de presse, il est enlevé par une milice armée,.
Il est candidat à l'élection présidentielle libyenne de 2021.